# ヌシキ
ヌシキ（バローチー語: نوشکی 英語: Nushki）は、パキスタンのバロチスタン州の都市。
人口は6万5千人ほどと言われる。クエッタと路線で繋がり、地理的なこともありチャマンを通じてアフガニスタン、カンダハールとも関わりがある。